# Království Araukánie a Patagonie
Království Araukánie a Patagonie nebo také Nová Francie byl efemérní a mezinárodně neuznávaný státní útvar, který vyhlásil roku 1860 v nejjižnější části jihoamerického kontinentu francouzský dobrodruh Orélie-Antoine de Tounens. Jeho pokus byl záhy zlikvidován, ale království nadále existuje jako exilový mikronárod.
Mapučové, dříve zvaní Araukánci, původní obyvatelé jižní části Chile, se úspěšně bránili pronikání evropských osadníků a jejich území bylo v polovině 19. století ještě de facto nezávislé, hranici s oblastmi kontrolovanými chilskou vládou tvořila již od 16. století řeka Bío-Bío.

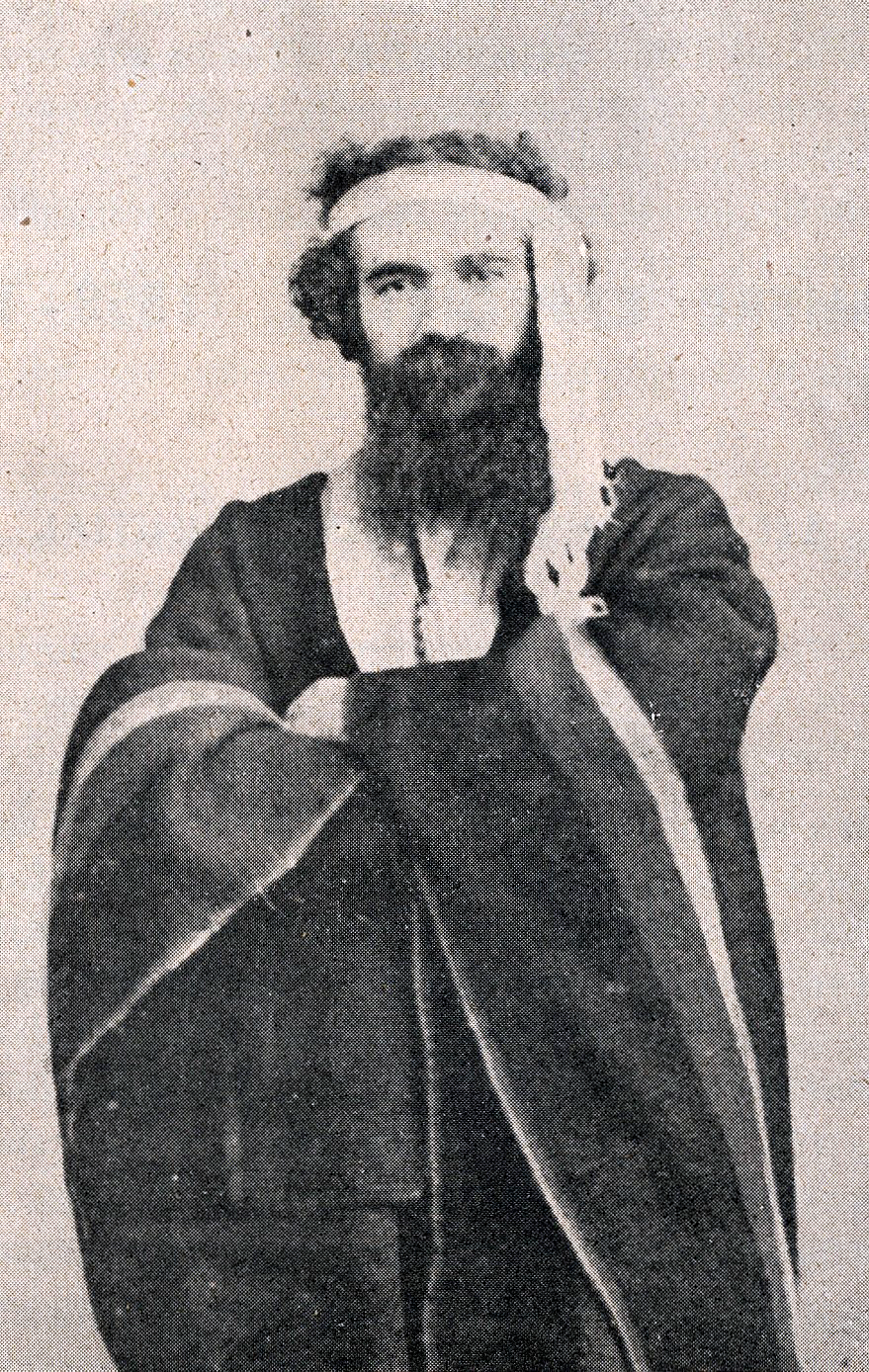
Král Antoine I. v mapučském oděvu

V roce 1858 přijel do Chile Orélie-Antoine de Tounens, který pocházel ze sedlácké rodiny v Dordogne a původně pracoval jako právník ve městě Périgueux, kde si za pomoci tvrzení o šlechtickém původu svého rodu prosadil právo psát své jméno s přídomkem „de“. Hlásil se ke svobodnému zednářství a zaujaly ho zprávy o araukánských domorodcích a jejich boji za nezávislost. Rozhodl se hájit jejich práva, odcestoval na kmenové území a 17. listopadu 1860 slavnostně vyhlásil před shromážděním náčelníků (longkové) nezávislost nového araukánského státu. O pár dní později se k němu přidali i zástupci kmenů z Patagonie. Tounens se podepisoval jako král Antoine I., vytvořil pro svůj stát ústavu, vlajku, znak a hymnu, jmenoval ministry (většinou z řad francouzských usedlíků v Chile), vydával vlastní měnu a uděloval státní vyznamenání, hlavním městem ustavil Perquenco. Používal také název Nová Francie a vydával letáky, v nichž líčil přednosti své země a lákal francouzské kolonisty. Začal předkládat chilským úřadům dokumenty prokazující, že z právního hlediska je Araukánie a Patagonie země nikoho, avšak bezúspěšně. Mezitím se od něj začali odvracet i domorodci, kteří jej zprvu vítali jako sjednotitele a zastánce, ale časem poznali, že Tounens je spíše naivní snílek než schopný politik a vojevůdce.
Chilská vláda vyslala do Araukánie důstojníka Cornelia Saavedru Rodrígueze, aby prosadil její svrchovanost. Tounens byl 5. ledna 1862 zatčen a internován v ústavu pro duševně choré, po intervenci francouzského konzula ho Chilané propustili výměnou za to, že se oficiálním prohlášením zřekl svých panovnických nároků a nejbližší lodí odcestoval domů. Přesto se pokusil do Araukánie vrátit ještě v letech 1869, 1874 a 1876, ale obnovit království se mu nepodařilo, pokaždé byl záhy poznán a vypovězen ze země. Zemřel ve vesnici Tourtoirac v bídě a zapomnění, ještě před smrtí odkázal královský titul Achillu Laviardovi, jehož následníci si nárok na Araukánii a Patagonii činí dosud, nikdo ho však neuznává.
Ozbrojený boj Mapučů proti centrální vládě pokračoval, neměl však jednotné vedení a počátkem osmdesátých let 19. století se chilské armádě podařilo oblast zpacifikovat. V téže době také Argentinci začali uplatňovat kontrolu nad východní částí Patagonie.
O pokusu zřídit araukánské království napsal Jean Raspail román Já, Antoine de Tounens, král patagonský, obsáhle se o něm zmiňuje také Bruce Chatwin v knize Návrat do Patagonie.